# Bradley Wilson
Bradley Wilson (* 5. Juni 1992 in Butte, Montana) ist ein US-amerikanischer Freestyle-Skier. Er startet in den Buckelpisten-Disziplinen  Moguls und Dual Moguls. Sein älterer Bruder Bryon Wilson ist ebenfalls Freestyle-Skier.

## Werdegang
Wilson nahm von 2005 bis 2011 vorwiegend am Nor-Am Cup teil. Dabei belegte in den Wintern 2009/10 und 2010/11 jeweils den zweiten Platz in der Moguls-Disziplinenwertung. Im Weltcup debütierte er zu Beginn der Saison 2011/12 in Ruka und belegte dabei den neunten Rang im Moguls. Im weiteren Saisonverlauf schaffte er es weitere siebenmal unter den ersten Zehn und erreichte damit den siebten Platz in der Moguls-Disziplinenwertung. Bei den Juniorenweltmeisterschaften 2012 in Chiesa in Valmalenco gewann er Gold im Moguls.
In der folgenden Saison 2012/13 erreichte Wilson in Deer Valley mit dem dritten Platz im Dual Moguls seine erste Weltcup-Podestplatzierung. Beim Weltcup in Inawashiro errang er den zweiten Platz im Moguls und holte einen Tag später im Dual Moguls-Wettbewerb seinen ersten Weltcupsieg. Bei den Freestyle-Skiing-Weltmeisterschaften 2013 in Voss belegte er den 22. Platz im Dual Moguls und den achten Rang im Moguls. Zum Saisonende kam er in Åre auf den dritten Platz im Dual Moguls und beendete die Saison auf den 14. Platz im Gesamtweltcup sowie den vierten Platz in der Moguls-Disziplinenwertung. Bei den nationalen Meisterschaften 2013 in Heavenly wurde er US-amerikanischer Meister in der Disziplin Moguls.
In der Saison 2013/14 errang Wilson im Weltcup in Lake Placid, Val St. Come und Voss jeweils den dritten Platz. In Inawashiro gelang ihm im Moguls-Wettbewerb der zweite Weltcupsieg. Bei seiner ersten Olympiateilnahme 2014 in Sotschi kam er auf den 20. Platz im Moguls. Die Saison beendete er wie im Vorjahr auf den 14. Platz im Gesamtweltcup und den vierten Rang in der Moguls-Disziplinenwertung. Ende März 2014 wurde er in Deer Valley US-amerikanischer Meister in Dual Moguls und Vize-Meister im Moguls.
Bei seinen ersten Weltcupauftritt nach fast zweijähriger Wettkampfpause siegte Wilson im Februar 2016 in Tazawako im Moguls und im folgenden Monat bei den US-amerikanischen Meisterschaften im Dual Moguls. In der Saison 2016/17 kam er im Weltcup viermal unter die ersten Zehn, darunter Platz 3 im Dual Moguls in Thaiwoo; damit erreichte er den siebten Platz im Moguls-Weltcup. Bei den Weltmeisterschaften 2017 in der Sierra Nevada gewann er die Silbermedaille im Dual Moguls, zudem wurde er Fünfter im Moguls-Wettbewerb. In der folgenden Saison errang er mit fünf Top-Zehn-Platzierungen, darunter zwei dritte Plätze, den achten Platz im Moguls-Weltcup. Beim Saisonhöhepunkt, den Olympischen Winterspielen 2018 in Pyeongchang, belegte er den 18. Platz. Im März 2018 wurde er US-amerikanischer Meister im Moguls und Dual Moguls. In der Saison 2018/19 kam er mit sechs Platzierungen unter den ersten Zehn, darunter Platz drei im Moguls in Tazawako, auf den siebten Platz im Moguls-Weltcup. Eine weitere Dual-Moguls-Silbermedaille kam bei den Weltmeisterschaften 2019 in Park City hinzu.

## Erfolge

### Olympische Spiele
- 2014 Sotschi: 20. Moguls
- Pyeongchang 2018: 18. Moguls

### Weltmeisterschaften
- Voss 2013: 8. Moguls 22. Dual Moguls
- Sierra Nevada 2017: 2. Dual Moguls, 5. Moguls
- Park City 2019: 2. Dual Moguls, 17. Moguls

### Weltcupwertungen
| Saison  | Gesamt | Gesamt | Moguls | Moguls |
| Saison  | Platz  | Punkte | Platz  | Punkte |
| ------- | ------ | ------ | ------ | ------ |
| 2011/12 | 25.    | 27     | 7.     | 346    |
| 2012/13 | 14.    | 40     | 4.     | 480    |
| 2013/14 | 14.    | 39     | 4.     | 429    |
| 2015/16 | 56.    | 22,13  | 12.    | 177    |
| 2016/17 | 41.    | 26,09  | 7.     | 287    |
| 2017/18 | 41.    | 26,10  | 8.     | 261    |
| 2018/19 | 26.    | 33,67  | 7.     | 303    |
| 2019/20 | 85.    | 15,10  | 17.    | 151    |

### Weltcupsiege
Wilson errang im Weltcup bisher 16 Podestplätze, davon 3 Siege:
| Nr. | Datum            | Ort        | Disziplin   |
| --- | ---------------- | ---------- | ----------- |
| 1   | 24. Februar 2013 | Inawashiro | Dual Moguls |
| 2   | 1. März 2014     | Inawashiro | Moguls      |
| 3   | 27. Februar 2016 | Tazawako   | Moguls      |

### Juniorenweltmeisterschaften
- Jyväskylä 2011: 7. Moguls
- Chiesa in Valmalenco 2012: 1. Moguls

### Weitere Erfolge
- 6 Podestplätze im Nor-Am Cup, davon 2 Siege
- 5 US-amerikanische Meistertitel (Moguls 2013 und 2018, Dual Moguls 2014, 2016 und 2018)